# Иустина Падуанская
Иустина (казнена в 303?) — христианская мученица из Падуи, которой посвящена грандиозная базилика Святой Иустины. День памяти отмечается 7 октября.
О святой Иустине из Падуи известно из источника XII века, согласно которому она была крещена святым Просдоцием, первым епископом Падуи, учеником апостола Петра. Она обратила в христианство знаменитого антиохийского волхва Киприана. Во время гонений Диоклетиана оба были, согласно традиции, подвергнуты мучительной казни за исповедание христианства.

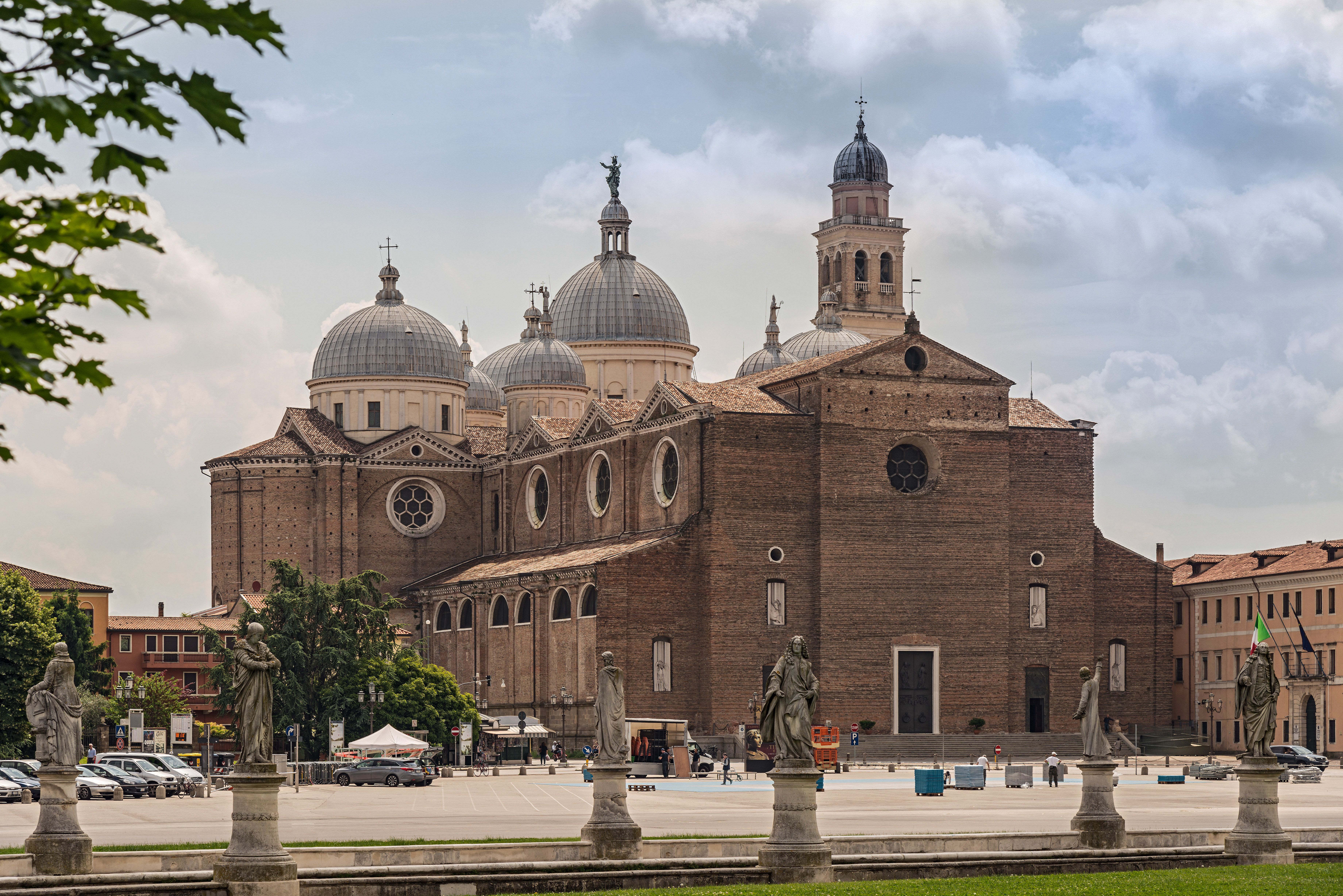
Базилика Святой Иустины, Падуя.
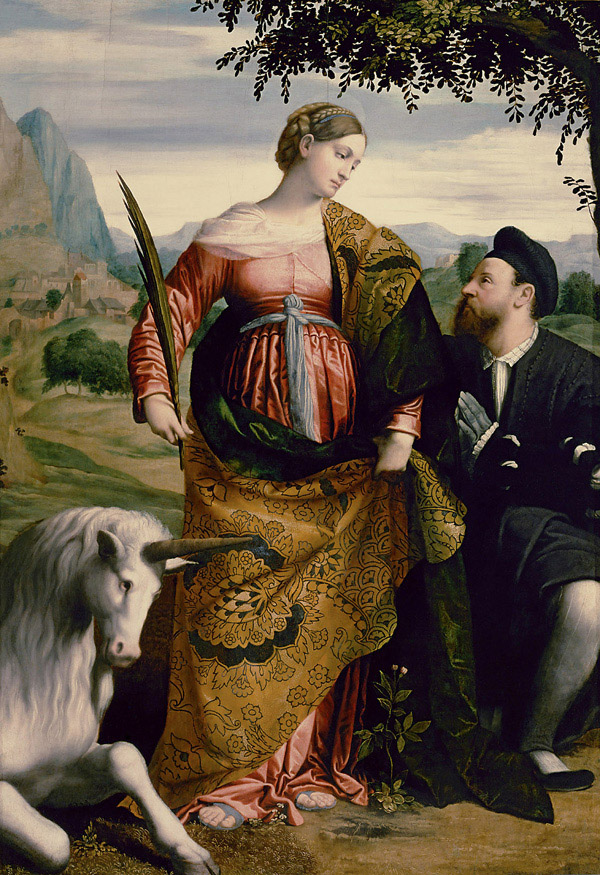
Святая Иустина и Единорог, ок. 1530 г., Моретто да Брешиа.